# Tekoá Mboy-ty
Tekoá Itarypú (do guarani tekoá (aldeia), ita (pedra), y (água) e pú (som), significando "Aldeia do Som da Água da Pedra"), mais tarde renomeada como Tekoá Mboy-ty ("Aldeia Semente"), era uma comunidade guarani localizada na Praia de Camboinhas, na Região Oceânica da cidade de Niterói, no estado do Rio de Janeiro, no Brasil. Era ameaçada pela especulação imobiliária na região. Em junho de 2013, a aldeia se mudou para o distrito de São José do Imbassaí, no município vizinho de Maricá.

## Sambaquis
No local, existem registros da presença de populações pré-históricas, os sambaquis de Camboinhas, cuja idade foi estimada em mais de 8 mil anos. Os sambaquis encontram-se ameaçados pela especulação imobiliária na região.

## Ocupação
No início de 2008, índios guaranis embiás procedentes da cidade de Parati, no estado brasileiro do Rio de Janeiro, ocuparam a porção de terra situada entre a Praia de Camboinhas e a Lagoa de Itaipu, reivindicando a área devido ao histórico indígena da região. O local passou a ser chamado por eles de Tekoá Itarypú (traduzido da língua guarani, Aldeia do Barulho da Água da Pedra). A ocupação contou com o apoio e reconhecimento da Fundação Nacional do Índio, da Fundação Nacional de Saúde, do Ministério Público Federal, de estudantes, moradores locais, pescadores, ambientalistas e professores..
Em 19 de abril desse ano, os índios da aldeia comemoraram a inauguração da escola e da "casa de reza".

## Incêndio criminoso
Em 18 de junho de 2008, a aldeia foi destruída por um incêndio criminoso enquanto a maior parte dos índios estava em uma reunião fora da aldeia.

## Reconstrução
No dia 13 de setembro seguinte, os guaranis celebraram a reinauguração da aldeia, com as doze ocas reconstruídas e com um novo nome: Tekoá MBoy-Ty, que significa Aldeia Semente em guarani, simbolizando o renascer da aldeia.